# Manuel Casesnoves Soldevila
Manuel Casesnoves Soldevila (?-9 de diciembre de 2011) es un farmacéutico y político setabense, hijo del farmacéutico Manuel Casesnoves Soler y de Adela Soldevila Galiana, los dos actualmente en proceso de beatificación. Estuvo en prisión durante el franquismo por causa de sus ideas políticas y militó en el Partido Socialista del País Valenciano (PSOE), partido con el que fue escogido alcalde de Játiva para las primeras elecciones municipales democráticas después de la dictadura, en 1979.